# 山本匠馬
山本 匠馬（やまもと しょうま、1983年11月6日 - ）は、日本の俳優、声優、タレント。大阪府八尾市出身。本名は山本 光将（やまもと こうすけ）。身長174cm、体重64kg、血液型はA型。姉が1人いる。大阪芸術大学芸術学部舞台芸術学科卒業。G-STAR.PRO所属。

## 経歴
2005年、大学4年の時期に大阪から上京。翌2006年に舞台『パウロ』で舞台俳優としてデビューし、同年にKBS京都・サンテレビの産学共同ドラマ『探偵オブマイハート』にてテレビドラマ俳優としてのデビューを飾り、ほぼ同時期にNHK朝の連続テレビ小説『風のハルカ』に出演を果たす。
ジャンルにこだわらない映画好きだが、父がアクション映画好きのために子供のころからアクション映画を観ることが多く、俳優となった後もアクション作品への出演を希望していたという。そして2006年、その念願が叶い、『牙狼〈GARO〉 スペシャル 白夜の魔獣』でキーパーソンの白夜騎士ダンこと山刀翼のオーディションに合格。その後は部屋に貼ったブルース・リーのポスターを観ながら筋トレに励んだという。同作品の放映後、本来の舞台俳優としても精力的に活躍を続けている。
2008年に『劇場版 仮面ライダーキバ 魔界城の王』に白峰天斗役でゲスト出演し、9月よりテレビ本編で別の役（登太牙）でレギュラー出演するという珍しいケースとなり、しかも両方とも仮面ライダー役（レイ・サガ）であった。本人のインタビューによると白峰と太牙の役柄を混同しているスタッフが多かった。
2010年に念願が叶って声優の活動も行っており、アニメや吹き替えなど中心に活躍。『ハピネスチャージプリキュア!』、『遊☆戯☆王VRAINS』などのアニメでレギュラー出演した。ドルチェスター、グランジェットを経て、G-STAR.PROに移籍。

## 人物
- 趣味は雑踏の中を早歩きすること、アニメ、ゲーム。特技は歌、写生、サッカー、バスケットボール、バレーボール。
- 『仮面ライダーキバ』で共演した杉田智和曰く、アニメ好きゆえに本来は声優を志望していたが、どうしたら声優になれるかが分からず芝居の世界に飛び込んだところ、特撮などに出演するようになっていたとのこと[4]。
- 小さいころは『仮面ライダーBLACK』のシャドームーンが好きで、登太牙の設定である主人公と異父兄弟ながら戦うのはシャドームーンを意識しているとのことである[5]。

## 出演

### テレビドラマ
- 風のハルカ（2005年 - 2006年、NHK） - 矢神尚人 役
- 探偵オブマイハート （2005年、KBS京都・サンテレビ） - 林田シュン 役
- 牙狼シリーズ - 山刀翼 役
  - 牙狼〈GARO〉スペシャル 白夜の魔獣（2006年、ファミリー劇場）
  - 牙狼-GARO- 〜MAKAISENKI〜（2011年 - 2012年、テレビ東京）
- キューティーハニー THE LIVE（2007年、テレビ東京） - 早見青児 役
- 仮面ライダーキバ（2008年、テレビ朝日） - 登太牙 役
  - モモタロスのまっかっか城の王（2008年、テレビ朝日） - 仮面ライダーレイの声 役
- 俺たちは天使だ! NO ANGEL NO LUCK（2009年、テレビ東京） - JUN / 若林時宗 役
- クリスタル（2011年6月18日 - 7月9日、千葉テレビ） - 田中康行 役
- 戦国★男士（2011年 - 2012年、テレビ神奈川） - 直江兼続 役
- 衝撃ゴウライガン!!（2013年10月 - 2013年12月、テレビ東京） - ガン 役
- プラチナエイジ（2015年3月 - 2015年5月、東海テレビ） - 店長 役
- 牙狼〈GARO〉-魔戒烈伝- 第11話（2016年6月18日、テレビ東京） - 山刀翼 役
- ウルトラマンジード 第18話（2017年11月4日、テレビ東京） - 三面怪人ダダ（ダダ116号）の声 役
- 科捜研の女 第4話（2017年11月9日、テレビ朝日） - 本間航太 役
- 群青領域 第9話（2021年12月17日、NHK）

### 映画
- 劇場版 仮面ライダーキバ 魔界城の王（2008年） - 白峰天斗 役
- 牙狼-GARO- 〜蒼哭ノ魔竜〜（2013年） - 山刀翼 役
- 踊ってミタ（2018年） - プロデューサー役
- 魔女の香水（2023年6月16日） - 誠也 役[6][7]

### バラエティ
- 戦国鍋TV 〜なんとなく歴史が学べる映像〜（2010年 - 2012年、独立UHF局 他）
- ウルトラゾーン（2011年、tvk 他） - ケン 役
- 猫のひたいほどワイド 水曜MC(2024年4月- tvk、チバテレ、テレ玉)

### その他のテレビ番組
- ワラッチャオ!（2013年10月6日 - 2017年3月26日、NHK BSプレミアム） - オナライダー 役
- なりきり!むーにゃん生きもの学園（2015年4月 - 2023年3月、NHK Eテレ） - しょうま 役
- 丸の内小町「心も着替えて」篇（2017年4月30日 、テレビ朝日）
- 爆報! THE フライデー 再現ドラマ（2020年、TBS）

### 舞台
- パウロ（2006年） - アンデレ 役
- クラブ・ゴールド・ジパング（2006年）
- 新宿オルフェウス（2006年）
- 君に捧げる歌（2006年）
- ホワイトソング(2008年)
- 作者をせかす六人の主人公たち（2009年）
- 俺たちは天使だ! NO ANGEL NO LUCK〜地球滅亡30分前!（2009年） - JUN / 若林時宗 役
- SIMPLY BECAUSE IMITATION（2010年）
- BARASHI（2010年）
- PINK（2010年）
- GACKT 眠狂四郎無頼控（2010年）
- じいちゃんのドロップキック（2011年）
- ステーシーズ 少女再殺歌劇（2012年）
- コミックス☆GOGO（2012年）
- アトノマツリ（2013年）
- もしも国民が首相を選んだら（2013年）
- 我らジャンヌ〜少女聖戦歌劇〜（2013年）
- 日付のないカレンダー（2013年）
- 銀河英雄伝説 特別公演 星々の軌跡（2015年） - ウォルフガング・ミッターマイヤー 役
- TRUMP（2015年11月 - 12月） - ラファエロ・デリコ / アンジェリコ・フラ 役 ※田村良太とダブルキャスト
- 遠い夏のゴッホ（2017年） - アムンゼン 役
- もっと深く歴史を知りたくなるシリーズ
  - 幻の城  - 真田幸村 役
  - 歴タメLIVE - 伊達政宗 役
  - 剣豪将軍義輝 - 朽木鯉九郎 役
  - 桃山ビート・トライブ （2017年11月-12月） - 豊臣秀次 役
- 雨男たちのクリスマス（2017年10月） - 磯貝 役
- GOD’S AND DEATH（2018年10月 - 11月）
- LULU（2019年2月 - 3月）
- HARAJUKU〜天使がくれた七日間〜（2019年7月） - ナレーション
- 星のバッキャロー！！～東京タワーを造った男たちの物語～前編（2019年9月）
- 信長の野望・大志－零－桶狭間前夜 ～兄弟相克編～（2019年11月） - 林秀貞 役
- 家庭教師ヒットマンREBORN! the STAGE -隠し弾(SECRET BULLET)-（2020年11月7日 - 15日、天王洲 銀河劇場 / 11月19日 - 22日、京都劇場） - オッタビオ 役
- APOCADENZA -アポカデンツァ-（2024年10月） - スマイ 役[8][9]
- BELOVED（2025年6月 - 7月）[10]

### CM
- K-POWERグループ（2010年）
- 健康定期便 カゴメ（2012年）

### Webドラマ
- mal（2006年） - 主演・桜井海 役
- ネット版 仮面ライダー裏キバ 魔界城の女王（2008年） - 白峰天斗 役
- 照英王国GOLD（2012年 - 2013年）
- TTFCプレゼンツ スーパー戦闘純烈ジャースピンオフドラマ 純烈のラブ湯〜全国名湯巡り（2021年） - 湯沢ノボル 役

### テレビアニメ
2010年
- 家庭教師ヒットマンREBORN!（朝利雨月）

2011年
- 遊☆戯☆王ZEXAL（2011年 - 2014年、 闇川、V） - 2シリーズ

2012年
- 新テニスの王子様（右端韋太郎）
- メタルファイト ベイブレード ZEROG（暗闇左京）

2014年
- ハピネスチャージプリキュア!（ブルー）

2015年
- 雨色ココア Rainy colorへようこそ!（有沢純）

2016年
- ナンバカ（四桜犬士郎）
- 双星の陰陽師（鬼無里）

2017年
- デジモンユニバース アプリモンスターズ（デジップモン）
- 遊☆戯☆王VRAINS（2017年 - 2019年、財前晃）
- ブラッククローバー（2017年 - 2019年、ソリド・シルヴァ）

2020年
- ゾイドワイルド ZERO（クラウド大尉）
- ハイキュー!! TO THE TOP（銀島結）

### 劇場アニメ
- 映画 プリキュアオールスターズNewStage3 永遠のともだち（2014年） - ブルー 役
- 映画 ハピネスチャージプリキュア! 人形の国のバレリーナ（2014年） - ブルー 役

### Webアニメ
- ベイブレードバースト ガチ（2019年 - 2020年） - アーサー・パーシヴァル 役

### 吹き替え

#### 映画（吹き替え）
- ロンゲスト・ライド（2016年） - ルーク・コリンズ 役〈スコット・イーストウッド〉
- 奪還者（2016年） - レイ 役〈ロバート・パティンソン〉
- マックス・スティール（2017年） - マックス 役〈ベン・ウィンチェル〉

#### ドラマ
- KAMEN RIDER DRAGON KNIGHT（2009年） - ブラッド・バレット / 仮面ライダートラスト 役〈キース・ストーン〉
- ボニー&クライド/俺たちに明日はない（2016年） - クライド・バロウ 役〈エミール・ハーシュ〉
- 獣電戦隊キョウリュウジャーブレイブ（2017年） - ジュヒョク / ブレイブキョウリュウゴールド 役〈イ・セヨン〉[16]

#### アニメ
- へそまがり昔話（2018年） - ジャック 役

### ゲーム
- Borderlands 2（2012年、PC・Xbox 360・PS3） - モーデカイ 役
- 仮面ライダー バトライド・ウォー シリーズ - 仮面ライダーダークキバ 役
  - 仮面ライダー バトライド・ウォー（2013年、PS3）[17]
  - 仮面ライダー バトライド・ウォーII（2014年、PS3・Wii U）
  - 仮面ライダー バトライド・ウォー創生（2016年、PS3・PS4・PS Vita）
- 月英学園 -kou-（2013年、PS Vita） - 朝倉 役[18]
- 遊戯王ZEXAL 激突! デュエルカーニバル!（2013年、ニンテンドー3DS） - 闇川、V 役
- Borderlands: The Pre-Sequel（2014年、PC・Xbox 360・PS3） - モーデカイ 役
- 仮面ライダー サモンライド!（2014年12月4日、PS3、Wii U） - 仮面ライダーダークキバ 役
- 魔界戦記ディスガイア5（2015年、PS4） - ヴォイドダーク 役[19]
- バンドやろうぜ!（2015年、iOS） - 徳田吉宗 役[20]
- 仮面ライダーバトル ガンバライジング（2018年、アーケード） - 仮面ライダーサガ[21] / 仮面ライダーダークキバ（太牙） 役
- Borderlands GOTY Enhansed（2019年、PC・Xbox One・PS4） - モーデカイ 役
- Borderlands 3（2019年、PC・Xbox One・PS4） - モーデカイ 役
- 遊戯王 デュエルリンクス（2023年 - 2025年、iOS・Android・PC） - V 役[22]、財前晃 役
- 仮面ライダーバトル ガンバレジェンズ（2023年、アーケード） - 仮面ライダーサガ / 仮面ライダーダークキバ（太牙） 役

### 玩具
- 仮面ライダーキバ CSMダークキバットベルト（2024年3月14日）

### その他
- スマートフォン用ノベルアプリ「RENT HEAD」 - 久慈八卦 役[23]

## ディスコグラフィ

### キャラクターソング
| 発売日         | 商品名                                                                    | 歌                                                                 | 楽曲                                                               | 備考                                               |
| -------------- | ------------------------------------------------------------------------- | ------------------------------------------------------------------ | ------------------------------------------------------------------ | -------------------------------------------------- |
| 2009年6月24日  | Masked Rider Kiva Re-Union                                                | Wataru Kurenai（瀬戸康史）、Taiga Nobori（山本匠馬）               | 「Roots of King Acoustic Edit.」                                   | テレビドラマ『仮面ライダーキバ』関連曲             |
| 2013年7月24日  | 新テニスの王子様 THE BEST OF U-17 PLAYERS VIII ITAROH MIGIHASHI           | 右端韋太郎（山本匠馬）                                             | 「Give me, Give me, Give me」 「Give me, Give me, Give me-Remix-」 | テレビアニメ『新テニスの王子様』関連曲             |
| 2014年7月23日  | ハピネスチャージプリキュア！ボーカルアルバム1〜Hello!ハピネスフレンズ！〜 | ブルー（山本匠馬）                                                 | 「カレイドスコープは知っている」                                   | テレビアニメ『ハピネスチャージプリキュア！』関連曲 |
| 2016年10月26日 | ナンバカ脱獄理論♪！                                                       | 三葉キジ（Kimeru）、悟空猿門（保志総一朗）、四桜犬士郎（山本匠馬） | 「ナンバカ看守理論!!」                                             | テレビアニメ『ナンバカ』関連曲                     |
| 2016年12月7日  | ナンバカ看守SONGS                                                         | 四桜犬士郎（山本匠馬）                                             | 「百慕音頭」                                                       | テレビアニメ『ナンバカ』関連曲                     |
| 2018年11月21日 | DUEL GIG EXTRA                                                            | 徳田吉宗（山本匠馬）                                               | 「笑ってやれ！」                                                   | ゲーム『バンドやろうぜ！』関連曲                   |
| 2019年7月3日   | ラフラフ！-laugh life- 1st Round                                          | Geraxy                                                             | 「Diamond」                                                        | 『ラフラフ！-laugh life-』関連曲                   |
| 2020年12月2日  | ラフラフ！-Laugh Life- Final Round                                        | Geraxy、Ridiculs、Corner Craver                                    | 「Laugh or Die」                                                   | 『ラフラフ！-laugh life-』関連曲                   |

### ユニットメンバー
1. 1 2  囃子祥真（柏木佑介）、越智遊太（小笠原仁）、akari（土岐隼一）、nori（山本匠馬）
2. ↑  大根珠輝（逢坂良太）、伊田みつば（柿原徹也）、棒野大輝（小花井優）、潰詠醐（森久保祥太郎）、透歩人（小野友樹）
3. ↑  都梨クロード＝ミシェル燿（KENN）、繋木燐太朗（近藤隆）、有川椿（上村祐翔）、間倉辰巳（豊永利行）、株瀬虎之介（山本颯侍）、上潟銘星（津田健次郎）、三桐白（永塚拓馬）